# فيتور بابتيستا (لاعب كرة قدم)
فيتور بابتيستا (بالبرتغالية: Vítor Baptista‏) هو لاعب كرة قدم برتغالي في مركز الوسط، ولد في 18 أكتوبر 1948 في سيتوبال في البرتغال، وتوفي بنفس المكان في 1999. شارك مع منتخب البرتغال لكرة القدم. أما مع النوادي، فقد لعب مع سان خوزيه إيرث كويكس وسان خوسيه إيرثكويكس وفيتوريا سيتوبال ونادي بنفيكا ونادي بوافيشتا.

## وصلات خارجية
- فيتور بابتيستا على موقع الاتحاد الأوربي (الإنجليزية)
- فيتور بابتيستا على موقع قاعدة بيانات كرة القدم.إي يو (الإنجليزية)
- فيتور بابتيستا على موقع ناشيونال فوتبول تيمز (الإنجليزية)
- فيتور بابتيستا على موقع عالم كرة القدم.نت (الإنجليزية)